# 四辻駅

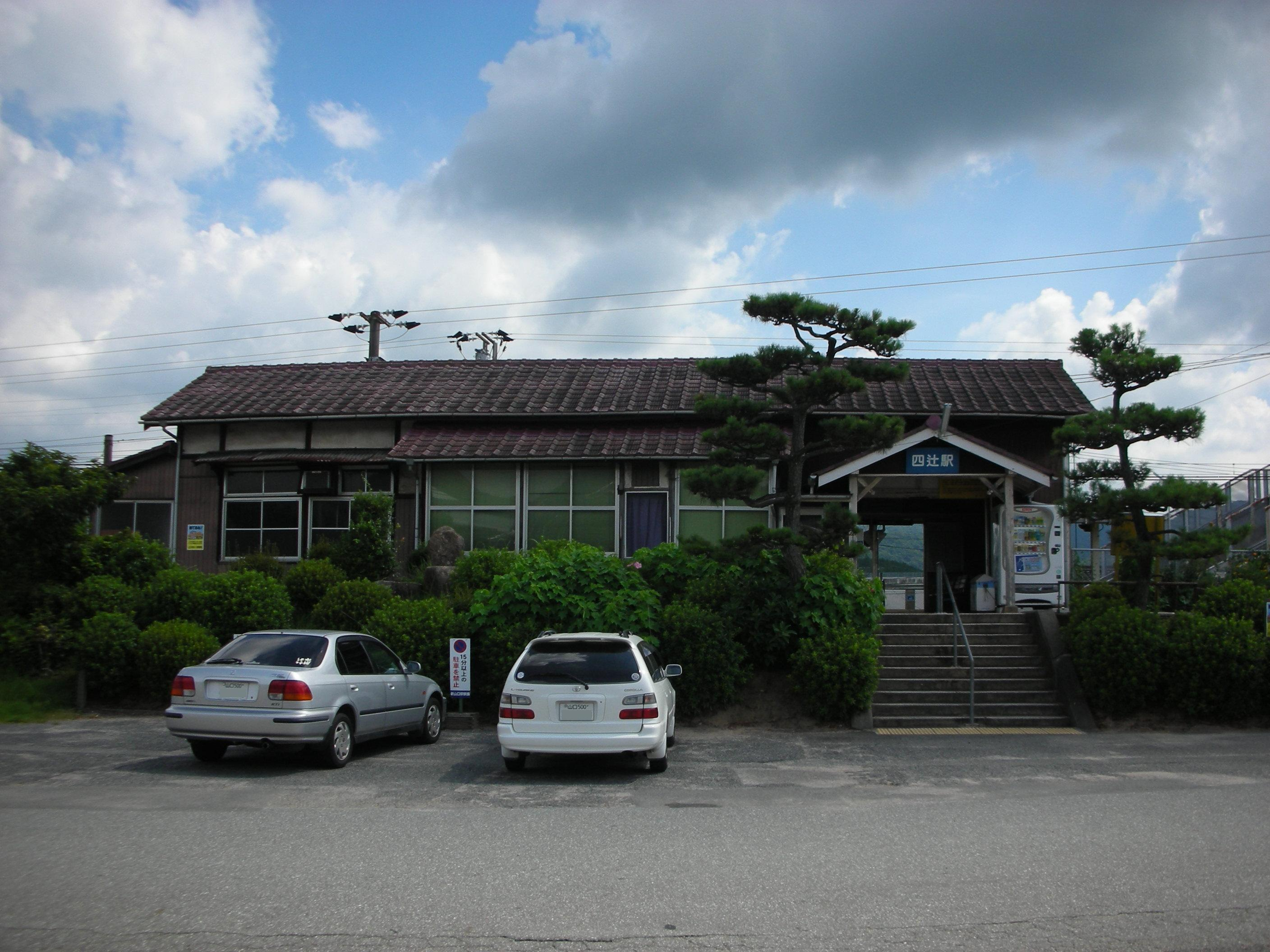
旧駅舎(2008年7月)

四辻駅（よつつじえき）は、山口県山口市鋳銭司にある、西日本旅客鉄道（JR西日本）山陽本線の駅。

## 歴史
- 1920年（大正9年）5月16日：鉄道省山陽本線の大道駅 - 小郡駅（現・新山口駅）間に新設開業[2]。旅客・貨物の取扱を開始[2]。
- 1961年（昭和36年）5月1日：貨物の取扱を廃止[2]。
- 1984年（昭和59年）2月1日：荷物扱い廃止[2]。
- 1987年（昭和62年）4月1日：国鉄分割民営化により、西日本旅客鉄道の駅となる[2]。
- 2021年（令和3年）1月28日：簡易駅舎供用開始[3]。
- 2023年（令和5年）4月1日：ICカード「ICOCA」の利用が可能となる[4][5]。

## 駅構造
単式・島式の複合型2面2線のホームを持つ地上駅である。駅舎は元々単式であった下りホーム側にあり、上りホームへは跨線橋で連絡している。なお中線は使用停止中であり、列車の発着はない。2020年から2021年にかけて開業当初の木造駅舎が解体されて簡易駅舎に建て替えられると共に、改札内にJRが設置していたトイレが撤去され、代わりに山口市が設置し地元が管理するバリアフリー対応の公衆トイレが改札外に設けられた。
無人駅であり、自動券売機が設置されている。

### のりば
| のりば | 路線           | 方向           | 行先                 |
| ------ | -------------- | -------------- | -------------------- |
| 1      | ■山陽本線      | 下り           | 新山口・下関方面     |
| 2      | （使用停止中） | （使用停止中） | （使用停止中）       |
| 3      | ■山陽本線      | 上り           | 防府・徳山・岩国方面 |

## 利用状況
1日の平均乗車人員は以下の通りである。
| 乗車人員推移 | 乗車人員推移 |
| 年度         | 1日平均人数  |
| ------------ | ------------ |
| 1999         | 444          |
| 2000         | 450          |
| 2001         | 432          |
| 2002         | 408          |
| 2003         | 403          |
| 2004         | 392          |
| 2005         | 380          |
| 2006         | 349          |
| 2007         | 347          |
| 2008         | 361          |
| 2009         | 348          |
| 2010         | 329          |
| 2011         | 336          |
| 2012         | 346          |
| 2013         | 356          |
| 2014         | 336          |
| 2015         | 360          |
| 2016         | 363          |
| 2017         | 346          |
| 2018         | 326          |
| 2019         | 325          |
| 2020         | 273          |
| 2021         | 290          |
| 2022         | 283          |

## 駅周辺
- 山陽自動車道 山口南IC
- 国道2号、国道2号小郡道路
- JA山口県 ふれあい鋳銭司支所
- 山口市立鋳銭司小学校
- 長沢池
- 長沢温泉 長沢ガーデン
- 周防鋳銭司跡
- 大村益次郎夫妻の墓
- 山口県セミナーパーク、やまぐち総合教育支援センター

## 隣の駅
西日本旅客鉄道（JR西日本）
■山陽本線
大道駅 - 四辻駅 - 新山口駅